# Gravetat semiclàssica
La gravetat semiclàssica és una aproximació a la teoria de la gravetat quàntica en què es tracta la matèria i els camps d'energia com a quàntics i el camp gravitatori com a clàssic.
En la gravetat semiclàssica, la matèria es representa mitjançant camps de matèria quàntica que es propaguen segons la teoria dels camps quàntics en l'espai-temps corbat L'espai-temps en què es propaguen els camps és clàssic però dinàmic. La dinàmica de la teoria es descriu mitjançant les equacions semiclàssiques d'Einstein, que relacionen la curvatura de l'espai-temps codificada pel tensor d'Einstein. {\displaystyle G_{\mu \nu }} al valor esperat del tensor d'energia-moment {\displaystyle {\hat {T}}_{\mu \nu }} (un operador de teoria quàntica de camps) dels camps de matèria, és a dir,
{\displaystyle G_{\mu \nu }={\frac {8\pi G}{c^{4}}}\left\langle {\hat {T}}_{\mu \nu }\right\rangle _{\psi },}
on G és la constant gravitatòria, i {\displaystyle \psi } indica l'estat quàntic dels camps de la matèria.

## Tensor d'energia-moment
Hi ha certa ambigüitat en la regulació del tensor d'energia-moment, i això depèn de la curvatura. Aquesta ambigüitat es pot absorbir en la constant cosmològica, la constant gravitacional i els acoblaments quadràtics
{\displaystyle \int {\sqrt {-g}}R^{2}\,d^{d}x} i {\displaystyle \int {\sqrt {-g}}R^{\mu \nu }R_{\mu \nu }\,d^{d}x.}
Hi ha un altre terme quadràtic de la forma
{\displaystyle \int {\sqrt {-g}}R^{\mu \nu \rho \sigma }R_{\mu \nu \rho \sigma }\,d^{d}x,}
però en quatre dimensions aquest terme és una combinació lineal dels altres dos termes i un terme superficial. Vegeu la gravetat de Gauss-Bonnet per a més detalls.
Com que la teoria de la gravetat quàntica encara no es coneix, és difícil determinar amb precisió el règim de validesa de la gravetat semiclàssica. Tanmateix, es pot demostrar formalment que la gravetat semiclàssica es podria deduir de la gravetat quàntica considerant N còpies dels camps de matèria quàntica i prenent el límit de N que va cap a l'infinit mentre es manté constant el producte GN A nivell diagramàtic, la gravetat semiclàssica correspon a sumar tots els diagrames de Feynman que no tenen bucles de gravitons (però tenen un nombre arbitrari de bucles de matèria). La gravetat semiclàssica també es pot deduir a partir d'un enfocament axiomàtic.

## Estat experimental
Hi ha casos en què la gravetat semiclàssica es trenca. Per exemple, si M és una massa enorme, aleshores la superposició
{\displaystyle {\frac {1}{\sqrt {2}}}{\big (}|M{\text{ at }}A\rangle +|M{\text{ at }}B\rangle {\big )},}
on les ubicacions A i B estan espacialment separades, resulta en un valor esperat del tensor d'energia-moment que és M /2 a A i M /2 a B, però mai s'observaria la mètrica obtinguda per aquesta distribució. En comptes d'això, s'observaria la decoherència en un estat amb la mètrica procedent d' A i una altra procedent de B amb un 50% de probabilitats cadascun. També s'han estudiat extensions de la gravetat semiclàssica que incorporen la decoherència.

## Aplicacions
Les aplicacions més importants de la gravetat semiclàssica són comprendre la radiació de Hawking dels forats negres i la generació de pertorbacions aleatòries distribuïdes per Gauss en la teoria de la inflació còsmica, que es creu que es produeix al principi del Big Bang